# スパチャイ・ジャイデッド
スパチャイ・ジャイデッド（タイ語: ศุภชัย ใจเด็ด、1998年12月1日 - ）は、タイ王国のサッカー選手。タイ王国代表。ポジションはFW。

## クラブ歴
2016年にオーソットサパー・サラブリーFCで選手となった。2017年にブリーラム・ユナイテッドFCに完全移籍。

## 代表歴
U-19代表としてAFC U-19選手権2016に、U-23代表としてAFC U-23選手権2020に出場した。
2018年10月11日に行われた香港代表戦で代表初出場。2018 AFFスズキカップの東ティモール代表戦で代表初得点。その後AFCアジアカップ2019にも出場した。

## タイトル

### クラブ
ブリーラム・ユナイテッドFC
- タイ・プレミアリーグ：6回（ 2017, 2018, 2021–22, 2022–23, 2023–24, 2024–25）
- タイFAカップ：2回（2021–22, 2022–23）
- タイ・リーグカップ：2回（2021–22, 2022–23）
- ASEANクラブチャンピオンシップ：1回（2024–25）